# アーイシャ・ビント・アブー・バクル

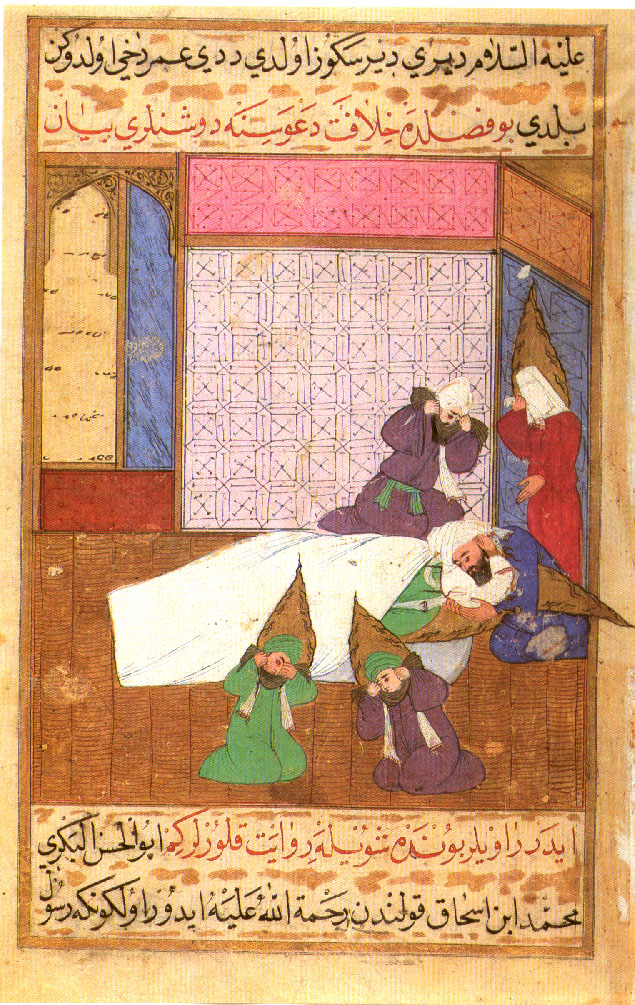
預言者ムハンマドの臨終。右に立つベールの人物がアーイシャか

アーイシャ・ビント・アブー・バクル（عائشة بنت أبي بكر ʿĀ'isha bint Abī Bakr, 614年頃 - 678年）は、イスラーム教の開祖ムハンマド・イブン＝アブドゥッラーフの3番目の妻で、初代正統カリフのアブー・バクル・アッ＝スィッディークの娘。スンナ派では預言者ムハンマド最愛の妻とされる。

## 生涯

### 生誕
アブー・バクルとウンム・ルーマーンの間に産まれる。預言者ムハンマドとは五代前の祖父で繋がる親戚であった。姉のアスマーと共に、イスラーム初期に帰依した敬虔なムスリマで、預言者ムハンマドは彼女が産まれて間もない頃から親しくしていた。

### 結婚
ムスリム（イスラーム教徒）がマディーナ（メディナ）にイスラーム共同体（ウンマ）を建設した後、ヒジュラ以前にすでにメッカでムハンマドは最初の妻ハディージャを失っていた。友人でもあったアブー・バクルから再婚を勧められ、623年にムハンマドは寡婦サウダとともに彼の娘アーイシャと婚姻を結んだ。ハディースの伝えるところによれば、アーイシャは6歳で当時53歳だったムハンマドと婚約して9歳で結婚式をあげ、彼が没するまでの9年間をともに生活したと伝えられる。
これはしばしば論争の的になるが、これに対して、前近代の人類社会では有力家系の子女が10歳前後で結婚することはありふれており、このこと自体は歴史的事実として確認されている、という反論がある。歴史上の人物には、時折このような例が見られるため、ムハンマドだけを攻撃する理由が不明である。類例の場合は、結婚が成立してもおおよそ初潮後の適齢になるまで性交は行わないのが通例であった。インドのイスラーム学者マウラナ・ムハンマド・アリーはアーイシャがムハンマドと初夜を迎えた年齢は15歳であったと主張している。
ムハンマドは、アーイシャ以外にもウンマ内外の有力者との婚姻を繰り返したために最終的な妻の数は10人を越えたが、妻のほとんどは寡婦であり、初婚で結婚時に処女であった妻はアーイシャのみであったという。

### アーイシャの首飾り
625年のウフドの戦いの後、ムハンマドの治めるマディーナはメッカの策略によってたびたび周辺諸族の攻撃を受けるようになっていたが、アーイシャはムハンマドが出陣する際には常に付き従っていた。627年のムスタリク族（アラビア語: غزوة بني المصطلق Banu Mustaliq）との戦い（Invasion of Banu Mustaliq）から帰る途中、彼女はムハンマドから贈られた首飾りを失くしてしまい、それを探すために一人砂漠の中ではぐれてしまっていた。そこにちょうど通りかかったイスラム軍の青年兵士、サフワン・イブン・アル・ムアタル・アル・スラミーがアーイシャをラクダに乗せてマディーナまで送り届けたが、これが事件に発展する。
マディーナの人々はアーイシャの不義を疑い、ムハンマドに詰め寄った。当時のアラブ人の慣習では、砂漠で男と一夜を過ごした妻は離縁。不義密通を犯した妻は、石を投げつけられて殺されるのが普通であったからである。アーイシャはムハンマドの側近アブー・バクルの娘でもあったことから、これは大きな政治問題にまで発展したが、最終的にムハンマドが彼女の密通疑惑を否定し、疑ってはならないという天啓を受けたと主張したことで解決した。
この時、側近の誰もがムハンマドとアブー・バクルに遠慮してアーイシャと離縁するように言い出せない中で、唯一それを言ったのがムハンマドの血縁者でもあり、後に4代目カリフとなったアリー・イブン・アビー・ターリブであった。アブー・バクルとアリーの間は、この事件を機に冷えてゆくことになる。また、アリーとアーイシャの確執もこのことに起因すると言われる。この事件以来、ムハンマドも女性の貞節には敏感になった。女性にベールを着用するように義務付ける天啓は、クルアーン学者によればこのすぐ後の時期のものであるとされている。

### ムハンマドの臨終
病に苦しむムハンマドが臨終の直前、アブドゥルラフマーンが持ってきたミスクワ（歯ブラシ）に目を留めると、アーイシャは神に死の間際に自分の唾とムハンマドの唾を溶け合わせることの許しを乞い、ミスクワを自分の口に含んで湿らせ、ムハンマドの歯を磨いたという。ムハンマドはそのまま632年6月8日に彼女の部屋で亡くなった。このことから、アーイシャはスンナ派ではムハンマド最愛の妻と考えられている。
ただしこれらはあくまでスンナ派の伝承であり、シーア派では信じられていない。

アーイシャはムハンマドに近侍したことから彼の言行をよく記憶し、2210に及ぶハディースや伝承を伝えたとされる。
ムハンマドの死後、アーイシャは預言者最愛の妻としてスンナ派ムスリムの尊敬を集め、初期のイスラーム社会に強い影響力をもった。ムハンマドの死後すぐの段階で、アーイシャはムハンマドが自分の死後アリーを後継者とするよう遺言したアリー派の信者たちの訴えを拒絶したとされる。後年には政治にも関与しており、第3代カリフのウスマーン・イブン＝アッファーンの政策を批判した。

### ラクダの戦い
長年敵対的な関係にあったアリー・イブン・アビー・ターリブがウスマーン暗殺後に第4代カリフとなった時には、公然と反抗した。656年に彼女も輿に乗って参加したというラクダの戦い（アラビア語: موقعة الجمل mwaqah al-jamal）においてアリーに敗れると政治から退き、ムハンマドの言行を人々に伝えて預言者の教えやムスリムにふさわしい生活の指針を与えることに務め、マディーナで没した。生涯再婚することはなかった。

## アーイシャの位置づけ
アーイシャの名は、ムハンマドの最愛の妻ハディージャの名と並んでスンナ派のムスリムの女性（ムスリマ）に好んで付けられる名前となっている。ハディースを重んじるスンナ派においては、300を越える真正のハディースを伝えたとされるアーイシャは、尊敬されるべき女性像の典型と捉えられる。
これに対しシーア派は、イマームとしてイスラーム共同体を正しく導くべきアリーを無視して初代カリフに就任したアブー・バクルの娘であり、アリーを激しく憎悪し反抗したアーイシャを嫌って、彼女が伝えたとされるハディースも信用していない。シーア派の場合、理想の妻・女性像として称揚されるのはアリーの妻でムハンマドの娘ファーティマになる。